# Житловий будинок робітників машинобудівного заводу ім. М. В. Фрунзе
Житловий будинок робітників машинобудівного заводу ім. М. В. Фрунзе — пам’ятка житлової архітектури у місті Суми. Збудований у 1952 р. за індивідуальним проектом архітектора В. А. Клочко на розі Соборної вулиці й майдану Незалежності. Займає три сторони кварталу: північна звернена до площі Незалежності, східна виходить на Соборну вулицю, західна — на Воскресенську вулицю, до Воскресенського собору.
Будинок чотириповерховий, 97-квартирний, цегляний, тинькований. Кутова секція — на поверх вище, з декоративною башточкою, обставленою по периметру квадратними в поперечнику колонками і увінчаною сильно винесеним карнизом. Нижній ряд балконів будинку виконаний у вигляді суцільних складно профільованих коробів, підтримуваних потужними кронштейнами у вигляді завитків, запозичених з арсеналу класичних форм. По кутах балконів були встановлені бетонні квіткові вази (нині втрачені). Решта балконів також виконані на кронштейнах, мають фігурні металеві огорожі, деякі балкони в плані напівкруглі. Стіни будинку розчленовані пілястрами, ліпними розетками, нижній поверх оброблений рустом. Верхню частину будинку прикрашають складно профільований карниз і шатровий дах. 
Завдяки своїм масштабам і місцеположенню, будинок відіграє значну роль у композиції майдану Незалежності та виразно виглядає поряд із раціональними лініями і формами адміністративних будівель, що знаходяться поруч.